# 温振
温振（?—?），即溫碩廉，唐朝并州祁县（今山西省祁县）人，温彥博長子。
温振年轻时有非常好的声望，官至太子舍人，居丧时因为哀痛过度而去世。

## 子孙
- 子：温克让
- 子：温克明
- 子：温晋昌
- 子：温翁归，库部郎中、括州刺史
  - 孙：温缅
  - 孙：温续，阆州刺史，袭虞国公
    - 曾孙：温晧
    - 曾孙：温晈
    - 曾孙：温曦，驸马，太仆卿，尚睿宗女凉国公主
      - 玄世孙：温西华（温曦子），驸马，秘书监同正，尚玄宗女平昌公主
        - 五世孙：温瑒
          - 六世孙：温庭筠、温庭皓

  - 孙：温績
  - 孙：温缵
  - 孙：温绍
    - 曾孙：温章（温晔），道州刺史

  - 孙：温缄
  - 孙：温绚，比部员外郎
- 子：温翁念，字敬祖，左司郎中、太仆少卿
- 子：温翁愛